# 贝桑地区蒙索
贝桑地区蒙索（法語：Monceaux-en-Bessin，法語發音：[mɔ̃so ɑ̃ bɛsɛ̃] ⓘ）是法国卡尔瓦多斯省的一个市镇，属于巴约区。

## 地理
贝桑地区蒙索（49°15'22"N, 0°41'35"W）面积4.73 平方千米，位于法国诺曼底大区卡爾瓦多斯省，该省份为法国西北部沿海省份，北濒大西洋英吉利海峡，东北与滨海塞纳省以海上边界相接，东临厄尔省，南至奧恩省，西与芒什省接壤。
与贝桑地区蒙索接壤的市镇（或旧市镇、城区）包括：巴约、埃隆、盖龙、诺南、圣马丹德桑特雷。

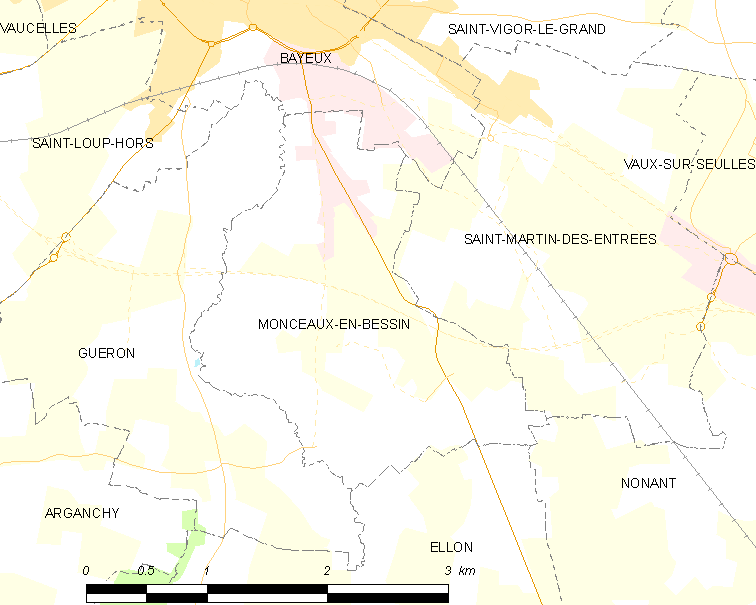
贝桑地区蒙索的OSM定位图

贝桑地区蒙索的时区为UTC+01:00、UTC+02:00（夏令时）。

## 行政
贝桑地区蒙索的邮政编码为14400，INSEE市镇编码为14436。

## 政治
贝桑地区蒙索所属的省级选区为巴约县。

## 人口

1962-2008年间贝桑地区蒙索人口变化图示

贝桑地区蒙索于2022年1月1日时的人口数量为567人。